# 히요시역 (가나가와현)
히요시역(일본어: 日吉駅, ひよしえき)은 일본 가나가와현 요코하마시 고호쿠구에 있는 도쿄 급행 전철과 요코하마 시 교통국의 역이다.
선로 명칭상, 이 역을 지나가는 노선은 도요코 선 뿐이지만, 이 역 전후로 복복선을 따라 도요코 선 열차와 메구로 선의 열차가 나란히 달리고 있으며 각각 별도의 노선으로 안내되고 있어서 역 번호도 개별적으로 부여되었다. 그리고 본 역이 복복선의 끝으로 메구로 선의 시·종점역이 된다. 역 번호는 도요코 선이 TY13, 메구로 선이 MG13, 요코하마 지하철 그린 라인이 G10이다.

## 역 구조

### 도쿄 급행 전철
섬식 승강장 2면 4선의 지상역이다. 외측 2개 선을 도요코 선, 내측 2개 선을 메구로 선이 사용한다. 1988년부터 1991년까지 개량 공사를 시공하면서 플랫폼은 반지하화되어 역사는 플랫폼 위에 건설된 인공 지반 위에 입지하고 있다.
도큐 관리 화장실은 1층 개찰구 내에 있다. 유니버설 디자인의 일환으로 휠체어 등의 이용에 대응한 다기능 화장실은 설치되지 않았지만 2006년 12월경에 이전하고 동시에 다기능 화장실 사용이 가능하게 되었다. 플랫폼 상에는 엘리베이터가 설치되어 있다.
2008년 3월 30일 요코하마 시영 지하철 그린 라인 개업에 앞서, 도요코 선과 그린 라인을 연결하는 지하 통로의 신설과 도요코 선의 개찰구가 증설되었다.
메구로 선이 본 역까지 연장된 것은 2008년 6월 22일이고 동시에 스크린도어도 가동 개시되었다.
2013년 3월 16일 시작된 도요코 선 및 도쿄 메트로 후쿠토신 선(세이부 이케부쿠로 선과 도부 철도 도조 본선 포함)과 상호 직통 운전에 맞춰 특급, 통근 특급, 급행 차량이 8량 편성에서 10량 편성으로 연장되었다. 이에 따라 쓰나시마 역 방향으로 승강장 연장 공사가 이루어졌다.
2020년에 개통 예정인 가나가와동부방면 선(가칭)의 공사로 인하여 2016년 7월 3일 메구로 선 차량 정지 위치가 약 60m 모토스미요시 방향으로 이전, 변경되었다.

#### 승강장
| 1 | 도요코 선 | 기쿠나 · 요코하마 방면 미나토미라이 선 직결운행 미나토미라이, 니혼오도리, 모토마치·주카가이 방면 |
| 2 | 메구로 선 | 신요코하마ㆍ에비나ㆍ쇼난다이 방면 |
| 3 | 메구로 선 | 오오카야마 · 메구로 · 시로카네다이 · 시로카네타카나와 방면 난보쿠 선, 사이타마 고속철도선 직결운행 고마고메, 아카바네이와부치, 우라와미소노 방면 도영 지하철 미타 선 직결운행 미타, 오테마치, 니시타카시마다이라 방면          |
| 4 | 도요코 선 | 지유가오카 · 나카메구로 · 시부야 방면 후쿠토신 선 직결 운행 신주쿠 3초메·이케부쿠로·고타케무카이하라 방면 세이부 선 직결 운행 네리마, 세이부큐조마에, 한노 방면 도부 철도 선 직결 운행 가스미가세키, 가와고에시, 신린코엔 방면 |

### 요코하마 시 교통국
섬식 승강장 1면 2선의 지하역이다. 도큐선의 역과 서로 직교한다. 지하 3층이 대합실 및 개찰구로 지하 4층에 승강장이 있다. 지하철 전용 개찰구 층에는 도큐선의 개찰도 신설되면서 지하로의 환승도 가능하다. 스테이션 컬러는 게이오기주쿠 대학이나 상가의 번영과 생기를 상징하는 장밋빛 색상이다.

#### 승강장
| 1·2 | 그린 라인 | 센터 기타 · 나카야마 방면 |

## 역 주변
- 게이오기주쿠 대학 히요시 캠퍼스
- 게이오기주쿠 대학 야가미 캠퍼스 (이공 학부)
- 게이오기주쿠 고등학교
- 니혼 대학 중・고등학교
- 도쿄 종합 사진 전문 학교
- 히요시토큐avenue
- 히요시 공원
- 요코하마 시 고호쿠 소방서 히요시 출장소
- 히요시 역내 우체국
- 히요시 우체국

## 역사
- 1926년 2월 14일: 도요코 선 영업 개시. 개업 당시에는 상대식 승강장이었음.
- 1936년: 섬식 승강장 2면 4선 구조의 교상역사가 됨.
- 1964년: 히비야 선 상호 직통 운전으로 반환점용 화물선을 폐지하고 인상선 2개 선이 설치 됨.
- 1974년 2월: 자동 개찰기 설치.
- 1988년 3월 11일: 개량 공사 착수. 공사 기간 중에는 1면 2선으로 사용하고, 동년 8월의 다이아 개정에서도 특급열차 대피를 모토스미요시 역에서 실시하고 히비야 선 직통은 기쿠나 역까지 운행됨.
- 1995년 7월: 플랫폼의 바로 위에 도큐 백화점이 완공됨.
- 1999년: 간토의 역 백선에 선정됨.
- 2003년 3월 19일: 통근 특급 신설에 의하여 통근 특급의 정차역이 됨.
- 2007년 8월 23일: 2,3번 선이 도요코 선에서 메구로 선 발착 노선 전환에 따른 개량 공사로 인하여 본 역에서 운행된 특급열차의 통과 대기나 통근 특급 및 급행열차의 대피는 모토스미요시 역에서 실시하고 히비야 선 직통 열차는 하루 동안 기쿠나 역 발착으로 변경됨.
- 2008년
  - 3월 7일: 2,3번 선 승강장에 스크린도어 설치.
  - 3월 30일: 요코하마 시영 지하철 그린 라인 영업 개시.
  - 6월 22일: 메구로 선 무사시코스기 ~ 당역 간 연장 개통.
- 2012년 5월 1일: docomo Wi-Fi로, 무선 LAN서비스 개시.

## 사진

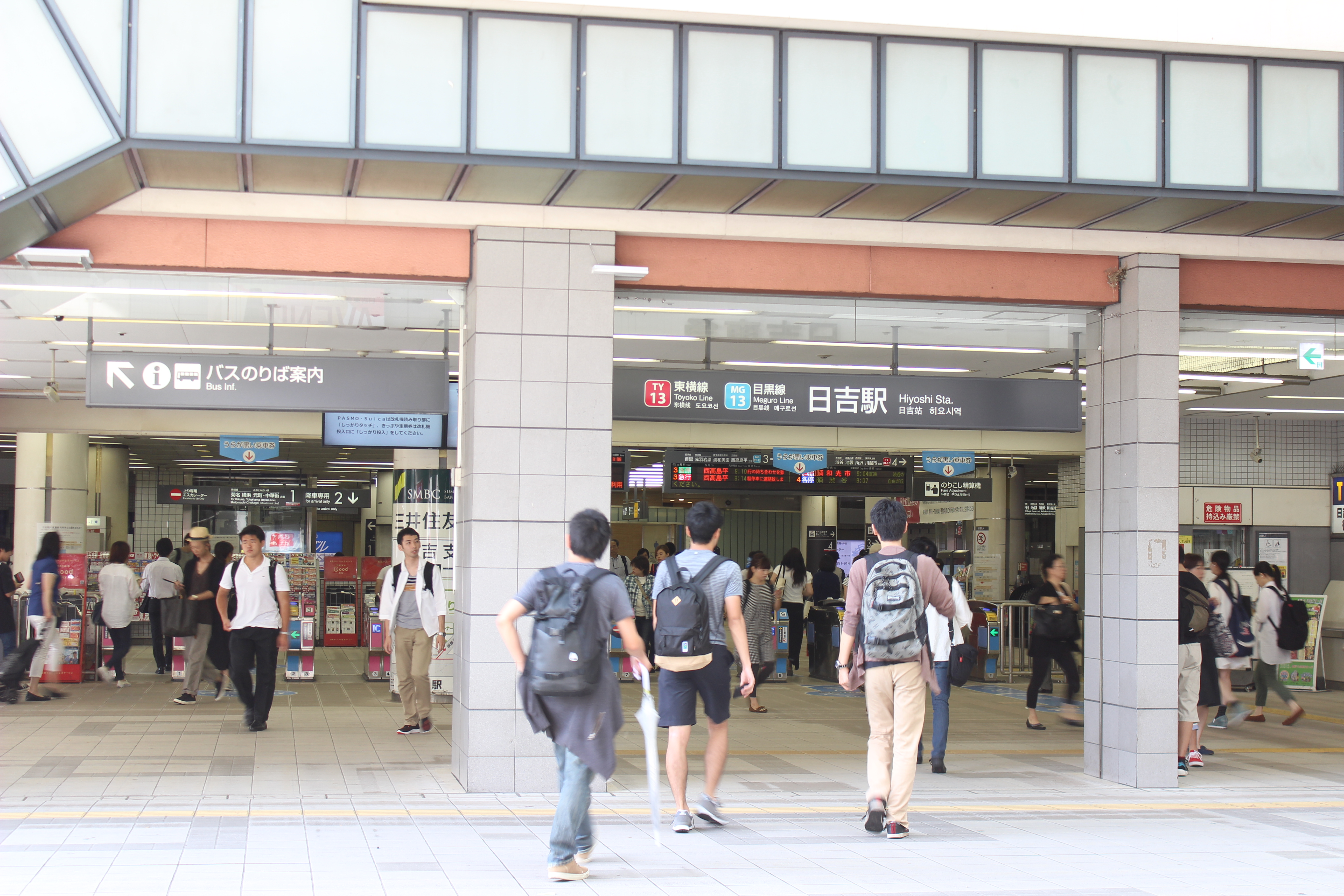
중앙 출입구

## 역명의 유래
역 건설 당시 다치바나 군 히요시무라 대학 야가미잇폰마쓰에 위치한 것에서 지명하였다.

## 인접역
| 도쿄 급행 전철 도요코 선            | 도쿄 급행 전철 도요코 선 | 도쿄 급행 전철 도요코 선       |
| ----------------------------------- | ------------------------ | ------------------------------ |
| TY11 무사시코스기 시부야 방면       | □ 통근특급               | 기쿠나 TY16 요코하마 방면      |
| TY11 무사시코스기 시부야 방면       | ■ 급행                   | 쓰나시마 TY14 요코하마 방면    |
| TY12 모토스미요시 시부야 방면       | ■ 각역정차               | 쓰나시마 TY14 요코하마 방면    |
| 도쿄 급행 전철 메구로 선            |                          |                                |
| MG11 무사시코스기 메구로 방면       | ■ 급행                   | 시·종착역                      |
| MG12 모토스미요시 메구로 방면       | ■ 각역정차               | 시·종착역                      |
| 도큐 전철 도큐 신요코하마선         |                          |                                |
| SH 01 신요코하마 후타마타가와 방면  |                          | 히요시 SH 03 무사시코스기 방면 |
| 요코하마 시 교통국 지하철 그린 라인 |                          |                                |
| G09 히요시혼초 나카야마 방면        |                          | 시·종착역                      |